# Euxoa carola
Euxoa carola là một loài bướm đêm trong họ Noctuidae.